# Golden Films
La Golden Films, nota inizialmente come American Film Investment Corporation, è stato uno studio di animazione statunitense nato nel 1990 da Diane Eskenazi con lo scopo di creare intrattenimento privo di violenza per bambini. La maggior parte dei film prodotti dalla Golden Films sono adattamenti di fiabe popolari.

## Storia
L'azienda venne fondata alla fine degli anni ottanta da Diane Eskenazi con il nome di American Film Investment Corporation. Dal 1990 lo studio produsse una prima serie di mediometraggi della durata di mezz'ora. Questi film vennero animati in Corea del Sud dalla Dai Won. La seconda serie di film, della durata approssimativa di 45 minuti, fu prodotta con il marchio American Film Investment Corporation II, e venne animata in Giappone da KKC&D Asia e Mook DLE, affiancandosi spesso ad altri studi sudcoreani. I film del secondo ciclo utilizzano nella loro colonna sonora musica classica composta da compositori europei, presentando tuttavia in ogni film una canzone originale d'apertura.
I film dello studio venivano rilasciati direttamente in home video da diversi distributori, fra i quali Trimark e GoodTimes Home Video, la stessa compagnia che in seguito distribuirà anche i film della Jetlag Productions. Di fatto dal 1994, la Jetlag Productions rimpiazzò l'American Film come fornitore di film d'animazione a basso costo per conto della GoodTimes.
Nel 1993 Disney citò in giudizio i distributori della American Film, quando alcuni film del Rinascimento Disney finirono con l'entrare in competizione sul mercato home video con le produzioni a basso costo della Golden Films. Poiché sia Disney che American Film facevano affidamento sui medesimi soggetti di pubblico dominio, Disney finì col perdere la causa.
Dal 1994 l'azienda cambia nome in Golden Films. I film prodotti in questo periodo vengono distribuiti da Sony Wonder, Hallmark e Cinedigm. 
Lo studio è andato in bancarotta nel 2004.

## Filmografia

### Animated Classics I
(Prodotti sotto il nome di American Film Investment Corporation)
- Il libro della giungla (Jungle Book) (1990)
- La bella addormentata (Sleeping Beauty) (1991)
- Biancaneve (Snow White) (1990)
- Jack e il fagiolo magico (Jack and the Beanstalk) (1990)
- Cenerentola (Cinderella) (1990)
- Il mago di Oz (The Wizard of Oz) (1991)

### Animated Classics II
(Prodotti sotto il nome di American Film Investment Corporation II)
- Aladino (Aladdin) (1992)
- Pinocchio (Pinocchio) (1992)
- I tre moschettieri (The Three Musketeers) (1992)
- Sinbad il marinaio (Sinbad) (1992)
- Pollicina (Thumbelina) (1992)
- La bella e la bestia (Beauty and the Beast) (1992)
- La sirenetta (The Little Mermaid) (1992)

### Animated Classics III
- The Emperor's Treasure
- The Great Easter Egg Hunt
- The Legend of Atlantis
- Little Angels: The Brightest Christmas
- Miracle in Toyland
- Scarpette rosse (The Red Shoes)

### Enchanted Tales
- The Jungle King
- Tarzan of the Apes
- Le nuove avventure di Peter il coniglio  (The New Adventures of Peter Rabbit)
- Il gobbo di Notre Dame (The Hunchback of Notre Dame) (1996)
- Anastasia (Anastasia)
- Biancaneve (Snow White)
- The Christmas Elves
- Camelot (Camelot)
- Little Pocahontas (Pocahontas)
- The Legend of Su-Ling
- A Tale of Egypt
- Tom Thumb Meets Thumbelina
- L'isola del tesoro (Treasure Island)
- The Prince and the Pauper
- The Night Before Christmas
- L'arca di Noè (Noah's Ark)
- I viaggi di Gulliver  (Gulliver's Travels)
- Beauty and the Beast
- Il mitico Hercules (Hercules)
- La principessa del castello (Princess Castle)

### Altri
- The Nuttiest Nutcracker
- Under the Stars and Stripes
- The Wheel of Peace